# بیور اسپرینگز (پنسیلوانیا)
بیور اسپرینگز (به انگلیسی: Beaver Springs) یک منطقهٔ مسکونی در ایالات متحده آمریکا است که در شهرستان اسنایدر، پنسیلوانیا واقع شده‌است. بیور اسپرینگز ۶٫۴ کیلومتر مربع مساحت و ۶۳۴ نفر جمعیت دارد.